# 深貝保則
深貝　保則（ふかがい　やすのり、1954年-）は、日本の経済学者。専攻は経済思想史、経済倫理学。

## 略歴
- 1977年 東京大学 経済学部 卒業
- 1983年 東京大学大学院経済学研究科 理論経済学・経済史学単位取得満期退学
- 1995～1997年　神奈川大学経済学部 教授
- 1997年　旧・東京都立大学経済学部 助教授
- 1997～2005年　東京都立大学経済学部 教授
- 2004年　ロンドン大学ベンサム・プロジェクト 名誉上級客員フェロー
- 2005年～　横浜国立大学経済学部 教授

## 著書
- 『経済倫理のフロンティア』 (シリーズ「人間論の21世紀的課題」)（共著）ナカニシヤ出版（2007/05）
- 『市場社会の検証―スミスからケインズまで』ミネルヴァ書房 (1993/07)
- 『労働価値論とは何であったのか―古典派とマルクス』 創風社 (1988/04)

## 論文
- Diversity of the Projects of Welfare and Justice: among the Political and Economic Ideas in Britain: 1848-1922

Markets, Knowledge and Governance in the History of Economic Thought: 1st ESHET-JSHET Meeting, December 17-20, 2006, at Nice Sophia-Antipolis, France.  2006/12
- John Stuart Mill on Empire and Civilisation

The John Stuart Mill Bicentennial Conference 1806 – 2006, 5 - 7 April 2006, University College London, UK  2006/04
- 「ブリテン帝国と経済思想：問題設定の試み」『横浜国立大学経済学部』　Discussion Paper  06-J-1巻  2006/03
- 「最低賃金裁定法案と政治算術 1795-96年－ウィットブレッド対ピット論争とハウレット－」『経済学史研究』  47巻 2号 （頁 75-91）  2005/12
- 「「固有の重商主義」論の乗り越えとはどういうことなのか」『経済学史学会年報』43号  2003/06